# Kimberly Sanders
Kimberly Sanders is een personage uit de Nederlandse soapserie Goede tijden, slechte tijden. Ze verscheen voor het eerst op 5 december 2002 en werd toen gespeeld door verschillende kinderen. Vanaf 14 november 2016 tot 2019 werd de rol gespeeld door Britt Scholte.

## Levensverhaal

### Internationale jeugd
Kimberly is de dochter van Cyrille de Boer en de enige dochter van Marcus Sanders. Marcus was niet bij de geboorte van Kimberly. Hij wilde niets met de baby te maken hebben. Hij bedacht zich later en ging naar de Verenigde Staten, omdat Cyrille en Kimberly daar waren.
In november 2016 keerden Marcus en Kimberly terug naar Meerdijk. Ze logeerde met haar vader bij haar oom Ludo. Kimberly kon het goed vinden met haar nichtje Nina en hielp haar met haar bedrijf. Ook kon ze het goed vinden  met Rover Dekker; ze voerde samen met hem actie voor het AZC in Meerdijk. In april 2017 wilde haar vader Marcus echter naar Australië vertrekken. Na even getwijfeld te hebben ging Kimberly niet met haar vader mee, en bleef ze in Meerdijk.

### Rover en Noud
Later kreeg ze ook een relatie met Rover Dekker. Uit wraak voor een onenightstand met Noud Alberts verspreidde Rover Dekker naaktfoto’s van Kimberly op het internet, waarna ze een poging tot zelfmoord deed. Uit schaamte verhuisde Rover met z’n vader naar Canada. Kimberly kreeg goede steun van haar beste vriend Noud Alberts, waarna zij en Noud een relatie kregen.
Twee maanden na het verdwijnen van Nina kwam Rover terug naar Meerdijk om te proberen Kimberly terug te winnen. In eerste instantie wilde Kimberly niets met Rover te maken hebben, maar toen ze het moeilijk had met de vermissing van Nina kreeg ze toch steun van hem. De relatie met Noud kwam hierdoor onder druk te staan. Na een poging van beide kanten om hun relatie te redden, ging het toch uit tussen hun. Noud verliet Meerdijk. Kimberly had het hier moeilijk mee en zocht toenadering tot Rover. Rover, die in eerste instantie Kimberly terug wilde, wilde nu geen relatie meer met haar. Kimberly wilde Rover aanpakken en verzon samen met JoJo Abrams een plan om hem zwart te maken. Dit mislukte echter doordat JoJo ware gevoelens kreeg voor Rover. De twee kregen uiteindelijk een relatie. Opnieuw werd Kimberly teleurgesteld maar maakte het later toch goed met JoJo en Rover.

### Tiffy
Als Tiffy Koster op de stoep staat is het voor Anton Bouwhuis een enorme schok als ze vertelt dat hij haar vader is. Anton wist niet dat hij een dochter heeft en gelooft haar dan ook in eerste instantie niet. Na meerdere gesprekken samen te hebben, gelooft Anton Tiffy. De twee werken aan een band samen. Wanneer Tiffy Kimberly leert kennen klikt het erg goed tussen hen. De twee worden vriendinnen. Kimberly moet ondertussen afscheid nemen van Marieke de Moor. Haar tante leed aan dementie en moet na een auto-ongeval eerder afscheid van haar nemen. Ook raakt ze bijna tante Janine kwijt. Hein Lisseberg was ontsnapt en wilde Janine alsnog vermoorden. Gelukkig loopt dit goed af en overleeft ze dit. 
Kimberly wil weer iemand in haar leven en gaat daten. Dit loopt niet volgens plan en krijgt daarom hulp van Tiffy. De twee hebben het erg leuk samen. Na een spontane kus tussen hen wordt Kimberly verliefd op Tiffy. Na Kimberly's bekentenis over haar gevoelens, zegt Tiffy dat ze haar zo niet bekeken had, maar dat ze toch wil uitzoeken wat er tussen hen is. De twee gaan met elkaar naar bed. Kort hierna brengt Kimberly naar buiten verliefd te zijn op Tiffy en dat ze samen zijn. Tiffy schrikt hiervan, omdat het voor haar nog niet officieel was. Ze lacht dit weg en neemt hierna afstand van Kimberly. Kort hierna bekent ze aan Kimberly dat ze niet verliefd op haar is. Kimberly is hierdoor van slag en komt later tot de conclusie dat het een vlucht was voor haar. Er komt een einde tussen de kortstondige affaire tussen haar en Tiffy. Kimberly verlaat even later Meerdijk om zichzelf te hervinden en tot rust te komen.

### Terugkeer naar Meerdijk
Een paar maanden later komt Kimberly terug naar Meerdijk. Ze is helemaal zen en probeert met haar ervaring van haar reis haar vrienden en familie te helpen. Haar vriendin JoJo heeft ruzie met haar broer Bing. Ze bemiddelt maar dat loopt verkeerd af. Ook probeert ze Ludo en Janine te helpen met hun relatiecrisis. Maar na een gesprek met haar oom komen Ludo en Janine echter in een grotere crisis terecht. 

### Vertrek
Eind 2019 vertrekt Kimberly met Rover om een wereldreis te maken.

## Relaties
- Rover Dekker (relatie, 2017)
- Noud Alberts (onenightstand, 2017)
- Noud Alberts (relatie, 2017-2018)
- Rover Dekker (zoen, 2018)
- Tiffy Koster (onenightstand, 2019)
- Rover Dekker (relatie, 2019-heden)